# Nicanor Espejo
Nicanor Espejo är en ort i Mexiko.   Den ligger i kommunen Coscomatepec och delstaten Veracruz, i den sydöstra delen av landet, 220 km öster om huvudstaden Mexico City. Nicanor Espejo ligger 1 550 meter över havet och antalet invånare är 714.
Terrängen runt Nicanor Espejo är huvudsakligen kuperad, men söderut är den bergig. Terrängen runt Nicanor Espejo sluttar österut. Runt Nicanor Espejo är det tätbefolkat, med 276 invånare per kvadratkilometer. Närmaste större samhälle är Heroica Coscomatepec de Bravo, 1,2 km norr om Nicanor Espejo. I omgivningarna runt Nicanor Espejo växer i huvudsak städsegrön lövskog.